# Fabrègues
Fabrègues là một tỉnh thuộc tỉnh Hérault trong vùng Occitanie ở phía nam nước Pháp. Xã này nằm ở khu vực có độ cao trung bình 10-224 mét trên mực nước biển. Dân số thời điểm năm 2006 là 6192 người.